# Hrastje (Maribor)
Hrastje is een plaats in Slovenië en maakt deel uit van de gemeente Maribor in de NUTS-3-regio Podravska. De plaats telde 551 inwoners op 1 januari 2020.